# 황간 전투
황간 전투는 한국 전쟁 초기인 1950년 7월 23일부터 29일 사이 충청북도 현 황간면 북쪽에 있는 도로 지역에서 일어난 미군과 조선인민군 사이의 교전이다. 이 전투는 남쪽으로 철수할 수 밖에 없었던 미군이 밀려 내려가면서 조선인민군의 승리로 끝났다.
미국 육군의 제25보병사단, 제27보병연대는 대전 전투 이후 진격하는 조선인민군의 제2사단을 막기 위해 황간 북쪽 도로로 이동하였다. 이례적으로 높은 성과를 거둔 제27보병연대는 조선인민군 사단을 큰 사상자를 입히며 7일 가까이 지연시켰으며, 미군측 사상자는 매우 낮았다.
조선인민군은 수의 우세로 미군 병력을 압도하였고, 황간을 점령한 후 미군 부대를 남쪽으로 더 밀어내었다. 하지만 이 전투로 제27보병연대는 낙동강 방어선 전투에서 미 제8군의 중요한 예비군으로 입지를 공고히 하였다. 제27연대는 볼링장 전투 등 여러 전투에 참여하였다.

## 배경

### 전쟁의 향방

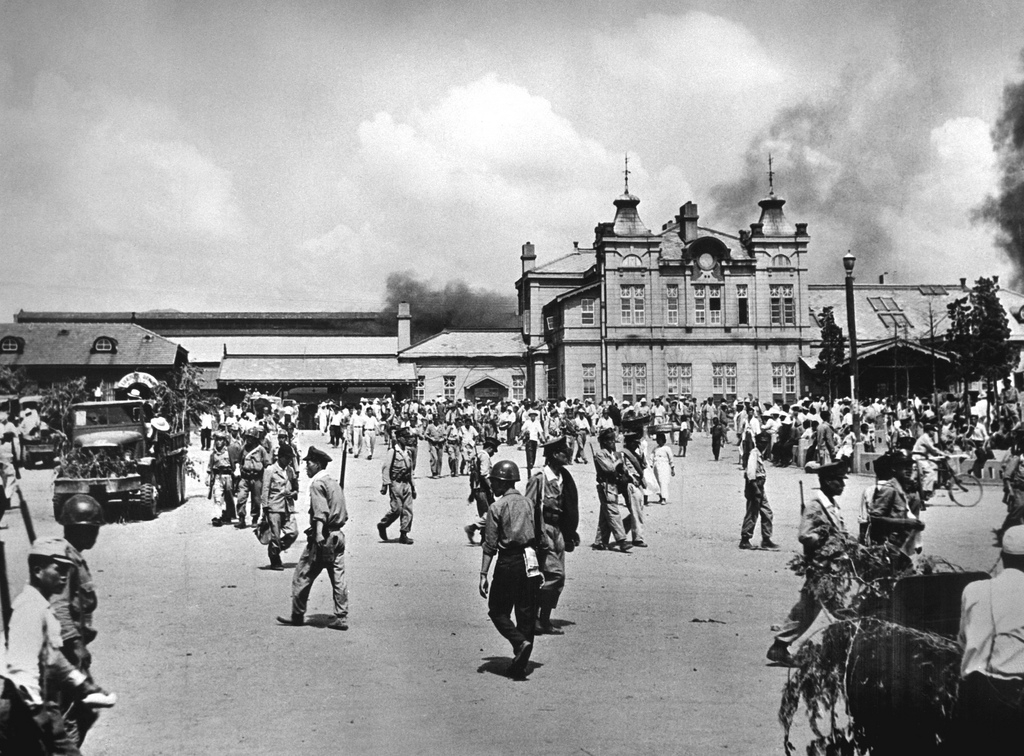
대전 전투 중 대전역을 통해 후퇴하는 미군.

조선민주주의인민공화국(북한)의 남침과 이에 따른 한국 전쟁의 발발로 유엔은 대한민국을 대신해 전쟁에 군을 투입하기로 결정하였다. 미군도 북한의 침공의 침공에 맞서 지상군을 한반도에 파견하였다. 하지만 1945년 제2차 세계 대전 종전 이후 극동의 미군 병력은 계속 감소하였으며, 당시 한반도에서 가장 가까운 곳에 있었던 미군은 일본에 사령부를 둔 제8군 소속 제24보병사단이었다. 제24사단은 무장 상태가 약했고, 대부분의 장비는 군비 절감으로 인해 구식이었다. 이런 가운데 제24사단이 한반도로 증파되었다.
미국 24사단은 북한의 진군에 '충격'을 주고 후속 부대가 도착할 때까지 시간을 벌기 위해 조선인민군을 지연시키는 역할을 맡고 한국으로 파견된 최초의 미군 부대였다. 제24사단은 수적으로, 또한 화력으로 열세에 몰린 가운데 수 주 동안 북한의 진격을 지연시키면서 제7보병사단, 제25보병사단, 제1기병사단 및 기타 미8군 지원 부대가 제 자리로 진격할 때까지 시간을 벌어주었다. 그 사이 대한민국 육군은 조선인민군의 우세한 화력과 장비에 전 병력이 압도되어 한반도 해안선을 따라 밀려나면서 서서히 남쪽으로 후퇴하고 있었다. 미군의 첫 전투였던 오산 전투에서 제24보병사단은 크게 패했다. 스미스 특수임무부대가 패배한 이후 첫 1달 간 제24사단은 조선인민군의 압도적 우세와 화력에 밀려 거듭 패하며 남하하였다. 제24사단의 각 연대는 평택 전투, 천안 전투, 조치원 전투 등에서 패배하면서 조직적으로 남하하였다. 제24사단은 전투를 거치며 거의 전멸하였으나 7월 20일까지 조선인민군의 진격을 저지하면서 대전 전투에서 최후의 저항을 하였다. 당시에만 해도 미8군의 전투 병력은 대전 지역을 공격하는 북한군과 수가 7만명 내외로 거의 엇비슷한 가운데 매일 새로운 유엔군이 증파되어 도착하였다.

### 조선인민군의 진격
동쪽에서는 북한이 대전을 점령한 이후 즉시 진격하기 시작했다. 조선인민군 4개 사단이 갈라져 서로 다른 경로로 유엔군을 향해 공격했다. 조선인민군 제15사단은 7월 20일 상주 전투로 처음 미국 제25보병사단과 전투를 벌였으며, 미국 제24보병사단은 북한의 진격으로 뒤로 다시 밀려났다. 한편 북한 제3사단은 7월 22일 영동 전투로 미국 제1기병사단과 전투를 벌였으며 조선인민군이 승리하였다. 조선인민군 제6사단은 더 남쪽으로 이동하여 7월 27일 하동 전투에서 미군 제29보병연대와 대치하였으며 미군 연대 중 1개 대대가 격파되었다. 미군 부대는 조선인민군과의 전투에서 매우 저조한 성과를 보이며 밀러나고 있었으며, 물자 부족 및 경험 많은 사병과 장교 부족으로 초기 유엔군은 어려운 상황에 처해 있었다.

## 경과

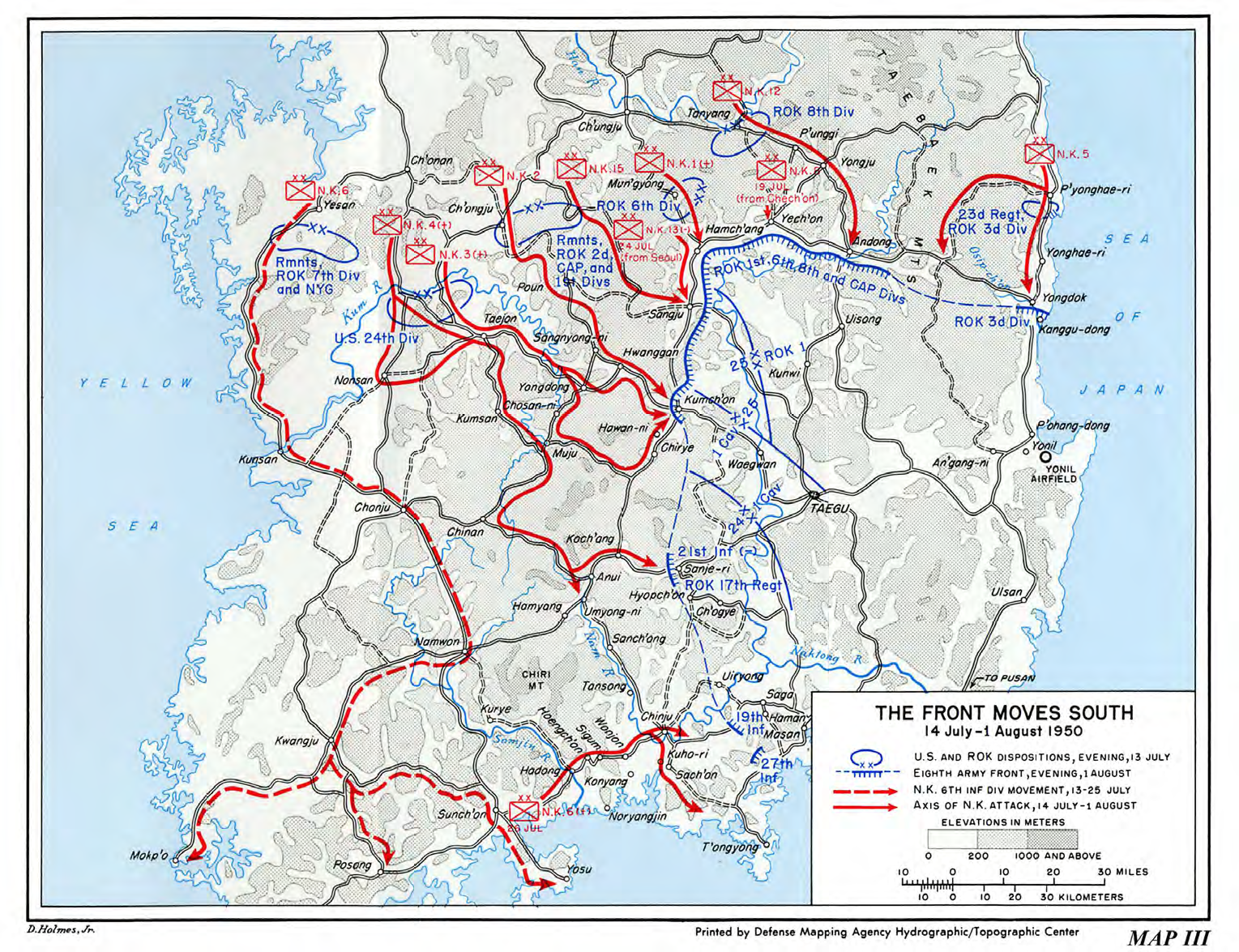
1950년 7월 14일에서 8월 1일 사이 판세 지도.

### 제27보병연대의 진군
조선인민군이 영동군으로 진격하는 사이 조선인민군 제2사단은 대전에 너무 늦게 도착해 전투에 참여하지 못했으며 대신 황간에서 보은군으로 진격하였다. 제2사단은 대전을 지나 서울-부산간 도로를 따라 미군 제1기병사단이 있는 영동에서 동쪽으로 16 km 떨어진 황간으로 가 미군의 후미를 타격하고 보급로를 끊으라는 명령을 받았다.
이 위협에 대응해 미8군은 제27보병연대와 제25보병사단에게 조선인민군의 진격을 저지하라고 명령하였다. 제27연대는 한반도에 도착한 후 대구에서 35 km 북쪽에 있는 의성군으로 움직였다. 7월 13일에는 대한민국 국군을 지원하기 위해 안동시로 이동하였으나, 안동 전투가 발발하기 직전 갑자기 상주시로 이동하여 제25사단의 다른 2개 연대를 지원하라는 명령을 받았다. 상주로 가는 도중에도 또 다시 황간으로 행선지를 바꾸라는 명령을 받았으며 7월 22일에서 23일로 넘어가는 밤 황간 인근 집결지에 도착하였다. 황간에서 제27보병연대는 보은에서 후퇴하면서 거의 파괴되고 흩어진 한국군 부대를 수습하라는 명령을 받았다. 그 사이 경험 많은 장교들은 제24보병사단으로 넘어가면서 큰 손실을 입었다.
미8군으로부터 보은으로 향하는 도로를 봉쇄하라는 명령을 받은 연대장 존 H. 마이켈리스 대령은 제27보병연대의 제1대대를 첫 인민군 저지 작전에 투입하였다. 7월 23일 아침, 길버트 J. 체크 중령은 제1대대를 황간 집결지에서 보은 방면 북쪽으로 진격시켰다. 저녁 무렵에는 보은군 남쪽 상용리(현 영동군 용산면 상용리) 마을 근처에서 방어를 준비하였다. 제1대대는 한국군이 진지를 통해 후퇴한 후 15시부터 상용리 인근의 방어를 맡기 시작하였다. 하지만 제1대대는 후퇴하는 병사들에게서 조선인민군 제2사단의 상태나 위협에 대한 정보를 확인할 수는 없었다.

### 조선인민군의 공격
7월 23일 저녁, 제1대대는 30명의 정찰대를 북쪽으로 보내 인민군의 위치를 파악하였다. 보은 인근에서 정찰대가 조선인민군의 대열을 발견하였다. 소대는 유리한 위치에 자리를 잡고 대열이 지나갈 때 모든 무기를 동원하여 기습하였다. 인민군은 자신들이 강력한 방어선에 닿았다 생각하여 진격을 멈췄으며 날이 밝을 때까지 움직이지 않았다. 인민군이 후퇴하면서 정찰대 또한 7월 24일 0시 자정 경 제1대대의 전선으로 복귀하였다. 교전 와중 6명이 실종되었으며 인민군의 사상자는 알 수 없었다.
체크의 제1대대는 7월 24일 오전 6시 30분 경, 날이 뜨자마자 짙은 안개로 앞을 볼 수 없어 인민군이 미군 전선 매우 가까이까지 접근하며 공격받았다. 낮은 능선의 도로 양 쪽 사이에 있던 미군 보병 2개 중대가 전선을 지켰다. 인민군이 미군을 향해 박격포 사격을 하였으며, 이후 도로 굽은 곳에서 T-34 전차가 나타나 접근하면서 주포와 기관총으로 사격을 개시하였다. 전차에 이어 뒤에 따라 온 인민군 보병이 공격을 가했다. 2개 소총병 중대가 인민군 보병의 진격을 막았으나 전차가 진지를 파고들어 B중대 뒤에 있는 대대 지휘소 건물을 공격하였다. 전차의 발표로 여러 차량이 소실되었으며 의료장교 1명이 사망하였다. 중대장이 전차 1대를 파괴시켰으나 중대장 또한 부상을 입었다.
도로 북쪽의 우측면 고지에서는 조선인민군이 대대 감시초소와 B중대 전초기지를 넘어 공격하였다. 이 고지의 주인은 낮 동안 3번이나 바뀌었다. 보병이 전투를 하는 동안 첫 번째 전차가 침입하였고 이후 T-34 전차 5대가 추가로 침입해 도로를 돌아 미군 제71전차대대를 향해 공격하였다. 체크 대대는 첫 전차의 공격을 받자 공습 지원을 요청하였다. F-80 슈팅스타 3기가 즉시 도착해 접근하는 조선인민군 전차 부대를 향해 5인치 미사일을 발사하여 파괴하였다. 이 외에도 바주카, 포병, 공습을 합쳐 오전 중에 제1대대 방어선 안이나 가장자리에 있던 인민군 전차 6대가 격파되었다. 조선인민군 제2사단은 미군과의 첫 교전에서 청주 전투 이후 남아있던 8대 전차 중 2대만 남고 나머지를 모두 잃었다.

### 미군의 황간으로의 철수
저녁까지 교전이 계속 이어졌으며 날이 어두워지자 제1대대는 바로 뒤에 있는 제2대대를 향해 철수하였다. 체크와 연대 지휘관 마이켈리스 모두 밤중에도 대대가 자기 자리에 방어선을 지키고 있으면 인민군이 포위해버릴 수도 있다고 예상하였다.
조선인민군은 다음 날인 7월 25일 아침에 전날 밤 제1대대의 방어선이였던 곳 후방(하지만 소령 고든 E. 머치가 지휘하는 제2대대 방어선보다는 전방 지점)을 향해 2개 대대가 양익 공세를 펼치기 전까지 1대대가 철수했다는 사실을 모르고 있었다. 공격 지점에서 조선인민군은 미군의 전차, 포, 박격포의 합동 사격 및 제2대대의 소화기 및 자동소총 공격을 받았다. 조선인민군은 이 공격으로 큰 사상자가 발생했다. 인민군 2개 대대 중 남은 병력은 혼란에 빠져 철수하였다. 미군 제2대대는 인민군 포로 30명을 잡았다.
인민군 제2사단은 사상자가 큼에도 계속 진격하였고 이날 오후가 되면 제27보병연대의 주요 방어선 진지까지 닿았다. 마이켈리스는 22시경 병력에게 다시 황간 근처의 고지대로 후퇴하라는 명령을 내렸다. 우측면에서는 여전히 교전이 계속되는 가운데 자정 무렵부터 미군의 철수가 시작되었다. 머치는 미군의 전차 9대를 전부 전선에 배치해 도로로 접근하는 인민군을 공격하였다. 대대 전선과 그 뒤쪽 도로를 향해 박격포 공격도 계속하였다. F중대와 9대 전차가 미군 제2대대의 철수를 엄호하였다.

### 제2방어선 전투
7월 26일, 미군 제35보병연대 제1대대가 제27보병연대 우측면에 도착하였다. 하지만 다음 날 27연대 좌익면이 서쪽에 있는 27보병연대, 미군 제1기병사단 제7기병연대와 C중대 사이에 있는 빈틈으로 공격을 받았다. C중대는 이날 하루 3번이나 밀려나 고지를 잃었다 다시 탈환하기를 반복하였다. 중대는 40명 이상의 사상자가 나와 병력이 60명으로 줄어들었다. B중대도 교전으로 많은 사상자가 나와 병력이 85명으로 줄어들었다. 7월 28일 아침 인민군은 제1대대의 방어선을 뚫고 나가면서 인민군의 강력한 보병 공격을 받은 C중대는 퇴각하기 시작하였다.
이 때 마이켈리스 대령은 황간에 있는 제1기병사단 사령부로 가서 사단장 허버트 R. 개이 소장에게 사단 산하 연대 병력을 철수시켜 달라고 건의하였다. 개이 소장은 미8군 사령부와 통화하여 제27보병연대가 받는 압력을 줄이기 위해 공격을 해야하는지, 아니면 연대가 제1기병사단의 지역으로 후퇴하여 김천시 남쪽으로 간 후 방향을 돌려 25사단에 합류해야 하는지를 물었다. 미8군은 제27연대가 방어선을 계속 유지할 경우 포위될 수 있으므로 즉시 철수해야 한다고 결정하였다.
7월 29일 동트기 전의 새벽, 제27보병연대는 철수하기 시작하여 황간의 제1기병사단 진지를 거쳐 김천 동쪽 약 1.6 km 떨어진 곳으로 철수하였다. 이날 오후 마이켈리스 대령은 8군단으로부터 제27보병연대를 상주 지역의 제25사단과 합류하게 하는 대신 낙동강 유역의 대구 인근 왜관으로 가 예비 부대로 휴식하라는 명령을 받았다.

## 여파
미군의 제27보병연대는 황간도로변 전투에서 전사자 53명, 부상자 221명, 실종자 49명 등 총 323명의 사상자가 발생하였다. 하지만 지연 작전을 통해 인민군 사단의 진격을 5일간 저지하였다. 조선인민군 제2사단은 이 기간 미군의 포병과 기갑 병력에 큰 피해를 입었는데 일부에서는 황간 전투로 최대 3천명 이상의 사상자가 발생해 큰 피해를 입었을 것이라고 추정하기도 한다. 미군 제1기병사단은 처음에는 제27보병연대가 있던 방어선으로 향했으나 조선인민군 제3사단이 김천을 점령하고 제1기병사단의 보급로를 위협하자 인민군 제2사단과 교전하지 않고 후퇴하였다. 제1기병사단은 7월 31일까지 낙동강 방면으로 후퇴하였고 첫 열흘 간 황간과 상주에서 916명의 사상자가 발생했다. 전술적으로 조선인민군은 미군을 남쪽으로 밀어내고 황간 지역 점령에 성공하였으나 전략적으로는 미군이 귀중한 시간을 벌여 부산 교두보(낙동강 방어선) 지역을 세우는 데 성공하였다.
전투에서 미군 제27보병연대는 큰 성과를 거두었다. 이와는 대조적으로 제25보병연대와 제1기병사단은 각각 영동 전투와 상주 전투에서 첫 교전을 벌였는데 매우 저조한 성과를 보여 워커 장군은 미군의 퇴각을 중지하고 "막거나 죽거나" 선택하라고 말 할 정도였다. 미군의 제27보병연대는 부산 교두보 전투에서 비상 예비부대로 전출되었는데 예비병력으로 투입한 볼링장 전투에서 여러 성과를 거두었다. 황간 전투에서 좋은 성과를 보인 것이 연대가 일종의 "소방수" 역할을 맡게 된 중요한 계기가 되었다.
황간 전투가 일어난 7월 25일부터 29일 사이, 황간면 노근리(현 영동군 노근리)에서 제1기병사단 제7기병여단 산하 미군의 학살인 노근리 양민 학살 사건이 일어났다.

## 같이 보기
- 노근리 양민 학살 사건 - 황간 전투 가운데 일어난 미국의 학살 사건

## 참고 문헌
- Alexander, Bevin (2003), 《Korea: The First War We Lost》, New York City, New York: Hippocrene Books, ISBN 978-0-7818-1019-7
- Appleman, Roy E. (1998), 《South to the Naktong, North to the Yalu: United States Army in the Korean War》, Washington, D.C.: Department of the Army, ISBN 978-0-16-001918-0, 2013년 11월 2일에 원본 문서에서 보존된 문서, 2020년 6월 26일에 확인함
- Bowers, William T.; Hammong, William M.; MacGarrigle, George L. (2005), 《Black Soldier, White Army: The 24th Infantry Regiment in Korea》, Honolulu, Hawaii: University Press of the Pacific, ISBN 978-1-4102-2467-5
- Catchpole, Brian (2001), 《The Korean War》, London, United Kingdom: Robinson Publishing, ISBN 978-1-84119-413-4
- Fehrenbach, T.R. (2001) [1994], 《This Kind of War: The Classic Korean War History – Fiftieth Anniversary Edition》, Washington D.C.: Potomac Books Inc., ISBN 978-1-57488-334-3
- Hastings, Max (1988), 《The Korean War》, New York City, New York: Simon & Schuster, ISBN 978-0-671-66834-1
- Millett, Allan R. (2000), 《The Korean War, Volume 1》, Lincoln, Nebraska: University of Nebraska Press, ISBN 978-0-8032-7794-6
- Millett, Allan R. (2010), 《The War for Korea, 1950–1951: They Came from the North》, Lawrence, Kansas: University Press of Kansas, ISBN 978-0-7006-1709-8
- Varhola, Michael J. (2000), 《Fire and Ice: The Korean War, 1950–1953》, Mason City, Iowa: Da Capo Press, ISBN 978-1-882810-44-4